# Quatro Grandes (Europa Ocidental)
Os Quatro Grandes, também conhecidos como G4 ou UE4 (em inglês: EU4), é um grupo internacional informal composto por Alemanha, França, Itália e o Reino Unido. Estes países são considerados as maiores potências do continente europeu e integram individualmente os grupos G7, G10 e G20 de maiores economias. Alemanha, França, Itália e Reino Unido têm sido referidos coletivamente como "Os Quatro Grandes da Europa" desde o período Entre Guerras. Em contrapartida, o termo "G4" foi aplicado pela primeira vez pelo Presidente francês Nicolas Sarkozy durante uma cimeira que reuniu também Silvio Berlusconi, Angela Merkel e Gordon Brown em 2008 para discussão de medidas diante da Grande Recessão. A Organização para a Cooperação e Desenvolvimento Económico (OECD) descreve o grupo como "Quatro Grandes Nações Europeias".

## Quadro comparativo
| Quatro Grandes (G4) | Quatro Grandes (G4) | Quatro Grandes (G4)            | Quatro Grandes (G4)                               | Quatro Grandes (G4) | Quatro Grandes (G4) | Quatro Grandes (G4) |
| País                | Capital             | População (População europeia) | Tipo de governo                                   | PIB (nominal)       | Orçamento UE        | Eurodeputados       |
| ------------------- | ------------------- | ------------------------------ | ------------------------------------------------- | ------------------- | ------------------- | ------------------- |
| Alemanha            | Berlim              | 80 716 000 (16,10%)            | República constitucional federal                  | 3 357 614 (4)       | 21,1%               | 96 (750)            |
| França              | Paris               | 66 616 416 (13,09%)            | República democrática semipresidencialista        | 2 421 560 (6)       | 16,4%               | 74 (750)            |
| Itália              | Roma                | 60 782 668 (11,95%)            | República parlamentar unitária                    | 1 815 757 (8)       | 13,6%               | 73 (750)            |
| Reino Unido         | Londres             | 64 100 000 (12,85%)            | Monarquia constitucional parlamentarista unitária | 2 849 345 (5)       | 13%                 | 73 (750)            |

## História
Alemanha, França, Itália e Reino Unido têm sido referidos como "os quatro grandes países da Europa" desde o Período entreguerras (1919-1939), quando os quatro países firmaram o Pacto das Grandes Potências e os Acordos de Munique. Reino Unido e França, membros permanentes do Conselho Executivo da Sociedade das Nações, juntamente com Itália e Japão, estavam liderando uma política de apaziguamento com a Alemanha. Na Segunda Guerra Mundial, estes dois países aliaram-se a União Soviética, China e Estados Unidos contra o Eixo (Alemanha, Itália e Japão). A derrota das Potências do Eixo resultou no estabelecimento das Nações Unidas em 1945. Desde então, os cinco países que integraram o grupo dos Aliados detêm a Membresia permanente do Conselho de Segurança das Nações Unidas. No período pós-guerra, Itália, Alemanha e Japão experimentaram um milagre econômico, vindo a fundar o G6 juntamente com Estados Unidos, França e Reino Unido em 1975.
Desde os desdobramentos da Segunda Guerra Mundial, França e Grã-Bretanha têm desempenhado uma forte liderança internacional, especialmente em áreas de defesa, economia e diplomacia. Enquanto Itália e Alemanha têm atuação marcante em organizações internacionais de todo o globo. Por exemplo, os quatro países possuem representações individuais no processo de paz sírio, sendo que França e Reino participam diretamente da campanha militar contra o Estado Islâmico.

### Quinteto

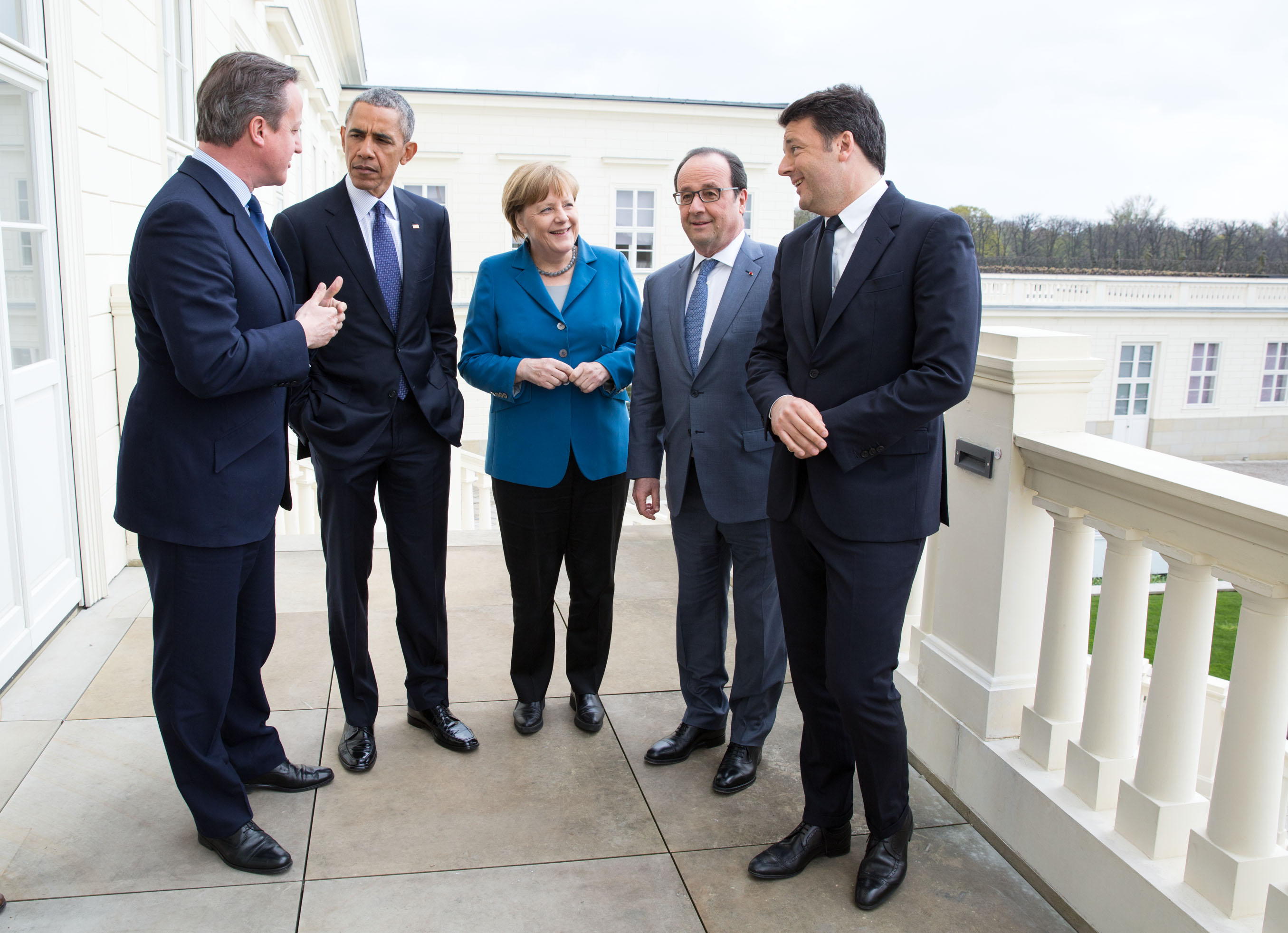
O Quinteto da OTAN: Cameron, Obama, Merkel, Hollande e Renzi, em 2016.

O "Quinteto" é um grupo informal composto pelos cinco maiores países da Organização do Tratado do Atlântico Norte: Estados Unidos e os "Quatro Grandes da Europa". Atualmente, o grupo atua como um diretório de diversas outras entidades além da OTAN, como o G8 e o G20.
A ideia de um eixo trilateral sobre questões de política externa foi proposta pelo presidente francês Charles de Gaulle através do Plano Fouchet. No entanto, o plano nunca chegou a ser implementado. As reuniões entre os representantes dos três países e a Alemanha Ocidental durante a década de 1980 ficaram conhecido como "Quad". As cimeiras possuíam um aspecto simbólico e nunca implementaram medidas efetivas. O Quinteto atual se projetou especialmente após a suspensão da Rússia como membro do G8.